# 18e cérémonie des Satellite Awards
La 18e cérémonie des Satellite Awards, décernés par l'International Press Academy, a eu lieu le 23 février 2014 et a récompensé les films et séries télévisées produits en 2013.
Les nominations ont été annoncées le 2 décembre 2013,.

## Palmarès

### Cinéma

#### Meilleur film
- Twelve Years a Slave
  - All Is Lost
  - American Bluff (American Hustle)
  - Blue Jasmine
  - Capitaine Phillips (Captain Phillips)
  - Dans l'ombre de Mary (Saving Mr. Banks)
  - Gravity
  - Inside Llewyn Davis
  - Le Loup de Wall Street (The Wolf of Wall Street)
  - Philomena

#### Meilleur réalisateur
- Steve McQueen pour Twelve Years a Slave
  - Woody Allen pour Blue Jasmine
  - Joel et Ethan Coen pour Inside Llewyn Davis
  - Alfonso Cuarón pour Gravity
  - Paul Greengrass pour Capitaine Phillips (Captain Phillips)
  - Ron Howard pour Rush
  - David O. Russell pour American Bluff (American Hustle)
  - Martin Scorsese pour Le Loup de Wall Street (The Wolf of Wall Street)

#### Meilleur acteur
- Matthew McConaughey pour le rôle de Ron Woodroof dans Dallas Buyers Club
  - Christian Bale pour le rôle d'Irving Rosenfeld dans American Bluff (American Hustle)
  - Bruce Dern pour le rôle de Woody Grant dans Nebraska
  - Leonardo DiCaprio pour le rôle de Jordan Belfort dans Le Loup de Wall Street (The Wolf of Wall Street)
  - Chiwetel Ejiofor pour le rôle de Solomon Northup dans Twelve Years a Slave
  - Tom Hanks pour le rôle du capitaine Richard Phillips dans Capitaine Phillips (Captain Phillips)
  - Robert Redford pour le rôle de l'homme dans All Is Lost
  - Forest Whitaker pour le rôle de Cecil Gaines dans Le Majordome (The Butler)

#### Meilleure actrice
- Cate Blanchett pour le rôle de Jasmine dans Blue Jasmine
  - Amy Adams pour le rôle de Sydney Prosser dans American Bluff (American Hustle)
  - Sandra Bullock pour le rôle du Dr Ryan Stone dans Gravity
  - Judi Dench pour le rôle de Philomena Lee dans Philomena
  - Adèle Exarchopoulos pour le rôle d'Adèle dans La Vie d'Adèle
  - Julia Louis-Dreyfus pour le rôle d'Eva dans All About Albert (Enough Said)
  - Meryl Streep pour le rôle de Violet Weston dans Un été à Osage County (August: Osage County)
  - Emma Thompson pour le rôle de Pamela L. Travers dans Dans l'ombre de Mary (Saving Mr. Banks)

#### Meilleur acteur dans un second rôle
- Jared Leto pour le rôle de Rayon dans Dallas Buyers Club
  - Casey Affleck pour le rôle de Rodney Baze Jr. dans Les Brasiers de la colère (Out of the Furnace)
  - Bradley Cooper pour le rôle de Richie DiMaso dans American Bluff (American Hustle)
  - Michael Fassbender pour le rôle d'Edwin Epps dans Twelve Years a Slave
  - Harrison Ford pour le rôle de Branch Rickey dans 42
  - Ryan Gosling pour le rôle de Luke Glanton dans The Place Beyond the Pines
  - Jake Gyllenhaal pour le rôle de l'inspecteur Loki dans Prisoners
  - Tom Hanks pour le rôle de Walt Disney dans Dans l'ombre de Mary (Saving Mr. Banks)

#### Meilleure actrice dans un second rôle
- June Squibb pour le rôle de Kate Grant dans Nebraska
  - Sally Hawkins pour le rôle de Ginger dans Blue Jasmine
  - Jennifer Lawrence pour le rôle de Rosalyn Rosenfeld dans American Bluff (American Hustle)
  - Lupita Nyong'o pour le rôle de Patsey dans Twelve Years a Slave
  - Julia Roberts pour le rôle de Barbara Weston dans Un été à Osage County (August: Osage County)
  - Léa Seydoux pour le rôle d'Emma dans La Vie d'Adèle
  - Emily Watson pour le rôle de Rosa Hubermann dans La Voleuse de livres (The Book Thief)
  - Oprah Winfrey pour le rôle de Gloria Gaines dans Le Majordome (The Butler)

#### Meilleure distribution
- Nebraska

#### Meilleur scénario original
- American Bluff (American Hustle) – David O. Russell et Eric Warren Singer
  - All About Albert (Enough Said) – Nicole Holofcener
  - Blue Jasmine – Woody Allen
  - Dans l'ombre de Mary (Saving Mr. Banks) – Kelly Marcel et Sue Smith
  - Her – Spike Jonze
  - Inside Llewyn Davis – Ethan et Joel Coen

#### Meilleur scénario adapté
- Philomena – Jeff Pope et Steve Coogan
  - Before Midnight – Ethan Hawke, Julie Delpy et Richard Linklater
  - Capitaine Phillips (Captain Phillips) – Billy Ray
  - Du sang et des larmes (Lone Survivor) – Peter Berg
  - Le Loup de Wall Street (The Wolf of Wall Street) – Terence Winter
  - Twelve Years a Slave – John Ridley

#### Meilleure direction artistique
- Gatsby le Magnifique (The Great Gatsby)
  - Dans l'ombre de Mary (Saving Mr. Banks)
  - The Invisible Woman
  - Le Majordome (The Butler)
  - Le Monde fantastique d'Oz (Oz: the Great and Powerful)
  - Rush

#### Meilleurs costumes
- The Invisible Woman
  - Dans l'ombre de Mary (Saving Mr. Banks)
  - Gatsby le Magnifique (The Great Gatsby)
  - Le Monde fantastique d'Oz (Oz: the Great and Powerful)
  - Rush
  - Twelve Years a Slave

#### Meilleure photographie
- Inside Llewyn Davis – Bruno Delbonnel
  - Gravity – Emmanuel Lubezki
  - Prisoners – Roger Deakins
  - Rush – Anthony Dod Mantle
  - Twelve Years a Slave – Sean Bobbitt
  - La Vie rêvée de Walter Mitty (The Secret Life of Walter Mitty) – Stuart Dryburgh

#### Meilleur montage
- American Bluff (American Hustle)
  - Gravity
  - Prisoners
  - Rush
  - Twelve Years a Slave

#### Meilleur son
- Gravity
  - All Is Lost
  - Capitaine Phillips (Captain Phillips)
  - Elysium
  - Inside Llewyn Davis
  - Rush

#### Meilleurs effets visuels
- Gravity
  - All Is Lost
  - Les Croods (The Croods)
  - Le Monde fantastique d'Oz (Oz: the Great and Powerful)
  - Rush
  - World War Z

#### Meilleure chanson originale
- Young and Beautiful – Gatsby le Magnifique (The Great Gatsby)
  - Happy – Moi, moche et méchant 2 (Despicable Me 2)
  - I See Fire – Le Hobbit : La Désolation de Smaug (The Hobbit: The Desolation of Smaug)
  - Let It Go – La Reine des neiges (Frozen)
  - Please Mr. Kennedy – Inside Llewyn Davis
  - So You Know What It's Like – States of Grace (Short Term 12)

#### Meilleure musique de film
- Gravity – Steven Price
  - Her – Arcade Fire
  - Philomena – Alexandre Desplat
  - Twelve Years a Slave – Hans Zimmer
  - La Vie rêvée de Walter Mitty (The Secret Life of Walter Mitty) – Theodore Shapiro
  - La Voleuse de livres (The Book Thief) – John Williams

#### Meilleur film en langue étrangère
- Alabama Monroe (The Broken Circle Breakdown)  Belgique
  - Bethlehem (בית לחם)  Israël
  - La Chasse (Jagten)  Danemark
  - Circles (Кругови, Krugovi)  Serbie
  - Four Corners  Afrique du Sud
  - La grande bellezza  Italie
  - Metro Manila  Royaume-Uni
  - Le Passé  Iran
  - La Vie d'Adèle  France  Belgique  Espagne
  - Wadjda (وجدة)  Arabie saoudite

#### Meilleur film d'animation
- Le vent se lève (風立ちぬ, Kaze tachinu)
  - Les Croods (The Croods)
  - Ernest et Celestine
  - Epic : La Bataille du royaume secret (Epic)
  - Monstres Academy (Monsters University)
  - La Reine des neiges (Frozen)
  - Tempête de boulettes géantes 2 (Cloudy with a Chance of Meatballs 2)
  - Turbo

#### Meilleur film documentaire
- Blackfish
  - The Act of Killing (Jagal)
  - After Tiller
  - American Promise
  - Evocateur: The Morton Downey Jr. Movie
  - Sound City
  - The Square (Al Midan)
  - Stories We Tell
  - Tim's Vermeer
  - Twenty Feet from Stardom

### Télévision
Note : le symbole « ♕ » rappelle le gagnant de l'année précédente (si nomination).

#### Meilleure série dramatique
- Breaking Bad –  AMC
  - The Americans - FX
  - Downton Abbey – PBS
  - The Good Wife – CBS
  - Homeland – Showtime
  - House of Cards - Netflix
  - Last Tango in Halifax – BBC, PBS
  - Mad Men – AMC
  - Masters of Sex - Showtime
  - Rectify - Sundance Channel

#### Meilleure série musicale ou comique
- Orange Is the New Black - Netflix
  - Alpha House - Amazon Instant Video
  - The Big Bang Theory – CBS
  - Brooklyn Nine-Nine - Fox
  - Enlightened – HBO
  - Louie - FX
  - Modern Family – ABC
  - Once Upon a Time - ABC
  - The Wrong Mans - BBC, Hulu
  - A Young Doctor's Notebook - Ovation

#### Meilleure série de genre
- Game of Thrones – HBO
  - American Horror Story: Coven – FX
  - Arrow – The CW
  - Grimm – NBC
  - Marvel's Agents of SHIELD - ABC
  - Orphan Black – BBC America
  - Les Revenants - Sundance Channel
  - Supernatural – The CW
  - The Walking Dead – AMC

#### Meilleure mini-série ou meilleur téléfilm
- Dancing on the Edge – Starz
  - Ma vie avec Liberace (Behind the Candelabra) – HBO
  - The Big C: Hereafter - Showtime
  - Burton and Taylor – BBC America
  - Generation War – ZDF
  - Mob City – TNT
  - Parade's End – HBO
  - Phil Spector - HBO
  - Top of the Lake – Sundance Channel
  - The White Queen – Starz

#### Meilleur acteur dans une série dramatique
- Bryan Cranston pour le rôle de Walter White dans Breaking Bad
  - Jeff Daniels pour le rôle de Will McAvoy dans The Newsroom
  - Jon Hamm pour le rôle de Don Draper dans Mad Men
  - Freddie Highmore pour le rôle de Norman Bates dans Bates Motel
  - Derek Jacobi pour le rôle d'Alan Buttershaw dans Last Tango in Halifax
  - Michael Sheen pour le rôle de William Masters dans Masters of Sex
  - Kevin Spacey pour le rôle de Frank Underwood dans House of Cards
  - Aden Young pour le rôle de Daniel Holden dans Rectify

#### Meilleure actrice dans une série dramatique
- Robin Wright pour le rôle de Claire Underwood dans House of Cards
  - Lizzy Caplan pour le rôle de Virginia Johnson dans Masters of Sex
  - Olivia Colman pour le rôle du DS Ellie Miller dans Broadchurch
  - Vera Farmiga pour le rôle de Norma Bates dans Bates Motel
  - Tatiana Maslany pour le rôle de Sarah et ses doubles dans Orphan Black
  - Anne Reid pour le rôle de Celia Dawson dans Last Tango in Halifax
  - Keri Russell pour le rôle de Elizabeth Jennings / Nadezhda dans The Americans
  - Abigail Spencer pour le rôle d'Amantha Holden dans Rectify

#### Meilleur acteur dans une série musicale ou comique
- John Goodman pour le rôle du sénateur Gil John Biggs dans Alpha House
  - Mathew Baynton pour le rôle de Sam Pinkett dans The Wrong Mans
  - Andre Braugher pour le rôle du capitaine Ray Holt dans Brooklyn Nine-Nine
  - Don Cheadle pour le rôle de Marty Kaan dans House of Lies
  - Louis C.K. pour le rôle de Louie dans Louie
  - James Corden pour le rôle de Phil Bourne dans The Wrong Mans
  - Jake Johnson pour le rôle de Nick Miller dans New Girl
  - Jim Parsons pour le rôle du Dr Sheldon Cooper dans The Big Bang Theory

#### Meilleure actrice dans une série musicale ou comique
- Taylor Schilling pour le rôle de Piper Chapman dans Orange Is the New Black
  - Laura Dern pour le rôle d'Amy Jellicoe dans Enlightened
  - Zooey Deschanel pour le rôle de Jessica "Jess" Day dans New Girl
  - Lena Dunham pour le rôle de Hannah Horvath dans Girls
  - Edie Falco pour le rôle de Jackie Payton dans Nurse Jackie
  - Julia Louis-Dreyfus pour le rôle de la vice-présidente Selina Meyer dans Veep
  - Amy Poehler pour le rôle de Leslie Knope dans Parks and Recreation
  - Jessica Walter pour le rôle de Lucille Bluth dans Arrested Development

#### Meilleur acteur dans une mini-série ou un téléfilm
- Michael Douglas pour le rôle de Liberace dans Ma vie avec Liberace (Behind the Candelabra)
  - Matt Damon pour le rôle de Scott Thorson dans Ma vie avec Liberace (Behind the Candelabra)
  - Benedict Cumberbatch pour le rôle de Christopher Tietjens dans Parade's End
  - Chiwetel Ejiofor pour le rôle de Louis Lester dans Dancing on the Edge
  - Matthew Goode pour le rôle de Stanley Mitchell dans Dancing on the Edge
  - Peter Mullan pour le rôle de Matt Mitcham dans Top of the Lake
  - Al Pacino pour le rôle de Phil Spector dans Phil Spector
  - Dominic West pour le rôle de Richard Burton dans Burton and Taylor

#### Meilleure actrice dans une mini-série ou un téléfilm
- Elisabeth Moss pour le rôle de Robin Griffin dans Top of the Lake
  - Helena Bonham Carter pour le rôle de Elizabeth Taylor dans Burton and Taylor
  - Holliday Grainger pour le rôle de Bonnie Parker dans Bonnie and Clyde: Dead and Alive
  - Rebecca Hall pour le rôle de Sylvia Tietjens dans Parade's End
  - Jessica Lange pour le rôle de Fiona Goode dans American Horror Story: Coven
  - Melissa Leo pour le rôle de Robin dans Call Me Crazy: A Five Film
  - Helen Mirren pour le rôle de Linda Kenney Baden dans Phil Spector

#### Meilleur acteur dans un second rôle dans une série télévisée
- Aaron Paul pour le rôle de Jesse Pinkman dans Breaking Bad
  - Nikolaj Coster-Waldau pour le rôle de Jaime Lannister dans Game of Thrones
  - William Hurt pour le rôle de Frank Hamer dans Bonnie and Clyde: Dead and Alive
  - Peter Sarsgaard pour le rôle de Ray Seward dans The Killing
  - Jimmy Smits pour le rôle de Nero Padilla dans Sons of Anarchy
  - Corey Stoll pour le rôle de Peter Russo dans House of Cards
  - Jon Voight pour le rôle de Mickey Donovan dans Ray Donovan
  - James Wolk pour le rôle de Bob Benson dans Mad Men

#### Meilleure actrice dans un second rôle dans une série télévisée
- Laura Prepon pour le rôle d'Alex Vause dans Orange Is the New Black
  - Uzo Aduba pour le rôle de Suzanne "Crazy Eyes" Warren dans Orange Is the New Black
  - Kathy Bates pour le rôle de Delphine LaLaurie dans American Horror Story: Coven
  - Emilia Clarke pour le rôle de Daenerys Targaryen dans Game of Thrones
  - Anna Gunn pour le rôle de Skyler White dans Breaking Bad
  - Margo Martindale pour le rôle de Claudia dans The Americans
  - Judy Parfitt pour le rôle de sœur Monica Joan dans Call the Midwife
  - Merritt Wever pour le rôle de Zoey Barkow dans Nurse Jackie

#### Meilleure distribution
- Orange Is the New Black

### Nouveaux médias

#### Best Overall Blu-Ray
- Star Trek Into Darkness
  - Les Misérables
  - Le Magicien d'Oz (The Wizard of Oz) (75th Anniversary Collector’s Edition)
  - Waiting for Lightning
  - Breaking Bad (The Complete Series)
  - JFK 50th Anniversary (Ultimate Collector’s Edition)
  - To Be or Not To Be
  - Love Actually (10th Anniversary Edition)
  - Le Talentueux Mr Ripley (The Talented Mr. Ripley)
  - Argo

#### Youth Blu-Ray
- Les Cinq Légendes (Rise Of The Guardians)
  - Planes
  - Monstres Academy (Monsters University) (Collector’s Edition)
  - Les Schtroumpfs 2 (The Smurfs 2)
  - Les Croods (The Croods)
  - Les Muppets, le film (The Muppet Movie)

#### Meilleur jeu d'action-aventure
- Battlefield 4
  - Grand Theft Auto V
  - Beyond: Two Souls
  - Crysis 3
  - BioShock Infinite

#### Meilleur jeu de rôle
- Ni No Kuni: Wrath of the White Witch
  - Tales of Xillia
  - Final Fantasy XIV: A Realm Reborn
  - Sacred 3
  - The Elder Scrolls V: Skyrim

#### Meilleur jeu pour mobile
- Badland
  - XCOM: Enemy Unknown for iOS 
  - Warhammer Quest
  - The Room
  - Ridiculous Fishing

### Récompenses spéciales
- Mary Pickford Award : Mike Medavoy
- Nikola Tesla Award : Garrett Brown
- Auteur Award : Guillermo del Toro
- Independent Producer of the Year Award : Gabrielle Tana
- Révélation de l'année : (ex æquo)
  - Michael B. Jordan dans Fruitvale Station
  - Sophie Nélisse dans La Voleuse de livres (The Book Thief)
- Honorary Satellite Award  : Ryan Coogler

## Statistiques

### Nominations multiples

#### Cinéma
10 : Twelve Years a Slave
8 : American Bluff
7 : Gravity, Rush
6 : Dans l'ombre de Mary, Inside Llewyn Davis
5 : Blue Jasmine, Capitaine Phillips
4 : All Is Lost, Le Loup de Wall Street, Philomena
3 : Gatsby le Magnifique, Le Majordome, Le Monde fantastique d'Oz, Nebraska, Prisoners, La Vie d'Adèle, La Voleuse de livres
2 : All About Albert, Les Croods, Dallas Buyers Club, Her, The Invisible Woman, La Reine des neiges, Un été à Osage County, La Vie rêvée de Walter Mitty

### Récompenses multiples

#### Cinéma
3 : Gravity
2 : American Bluff, Gatsby le Magnifique, Nebraska, Twelve Years a Slave